# John Brinckerhoff Jackson
John Brinckerhoff « Brinck » Jackson, abrégé en J.B. Jackson, né le 25 septembre 1909 à Dinard et mort le 29 août 1996 à La Cienega (Nouveau-Mexique), est un géographe, professeur d'université et historien du paysage américain. Il enseigne à l'université Harvard et Berkeley. Il est le fondateur de la revue Landscape.

## Biographie

### Jeunesse et expérience militaire (1909-1951)
Après des études primaires en Suisse, il fait ses études à l'université Harvard d'où il sortira diplômé en 1932 en histoire et en littérature. Il garde de sa jeunesse en Europe une bonne connaissance de la littérature française et allemande et une bonne maîtrise de ces deux langues. Après son diplôme, il suit une année de cursus en architecture au Massachusetts Institute of Technology (MIT) et il ira passer une année en Autriche à Vienne dans une école de dessin industriel.
Après une étude sur l'architecture baroque européenne et des travaux d'écritures, il s'engage dans l'armée américaine pendant la Seconde Guerre mondiale. Sa connaissance de la géographie européenne fera qu'il sera chargé de planifier des convois américains à la suite du débarquement de Normandie. Cet épisode de la guerre, et de la transformation du territoire en temps de guerre, marque son approche du paysage, comme il l'écrit dans l'essai « Le paysage, vu par le militaire ».

### La création de la revueLandscape(1951-1970)
En 1951, il fonde la revue géographique Landscape, qu'il dirige jusqu'en 1968. Il en rédige intégralement les premiers numéros, sous divers pseudonymes. Cette revue qui combine plusieurs approches disciplinaire liées au paysage, architecture, géographie, sociologie, biologie notamment. Lewis Mumford, Denise Scott Brown et Yi Fu Tuan contribuent à la revue. En 1968 il quitte la direction de Landscape pour poursuivre une carrière d'enseignant ; il restera néanmoins associé et actif au sein de la revue.

### Enseignement et publications (1970-1994)
Pendant treize années, il enseigne à Harvard et Berkeley, et plus ponctuellement dans d'autres universités. Son cours à Harvard est intitulé « Histoire du paysage culturel américain ». Ses coursprennent la forme de grands exposés, accompagnés de discussions et de projections de photographies prises par Jackson. Il publie la majorité de ses ouvrages, dont la plupart sont des recueils d'articles et de textes, parfois accompagnés d'inédits (comme A Sense of Place, A Sense of Time). Le seul ouvrage monographique de Jackson sera American Space: The Centennial Years, 1865–1876 (1972), organisé autour d'un déroulement historique.
Il donne des conférences et se retire à La Cienega, où il s'implique dans la vie du village et où il meurt, le 29 août 1996, à 86 ans.

## Pensée

### La route, la politique et le vernaculaire
Il accorde de l'importance à l’observation des pratiques sociales anciennes et contemporaines, liées au paysage, donnant une grande importance aux habitudes et aux modes de vie dans la fabrication des territoires. C'est ainsi qu'il crée le terme d'« hodologie » (de  ὁδός, hodós « chemin, voie » en grec) qui désigne l'étude des chemins, route et tracées modelant le paysage. Cette notion lui permet de situer l'influence de la route dans la transformation des paysages aux États-Unis. Il écrit que « Les routes ne conduisent plus seulement à des lieux ; elles sont des lieux. » Selon lui, la route transforme le paysage, elle agglomère, elle a un caractère « polyvalent », mais elle est aussi, pour lui, une organisation différente des communautés qui étaient à l'origine « vernaculaires ». L'organisation vernaculaire est caractéristique, elle est « centripète, tournée sur elle-même » ; ainsi la route est l'incursion du politique dans le vernaculaire. Le vernaculaire n'est pas un attribut à appliquer, c'est un certain mode de vie dans un espace, bref un certain type de paysage. C'est ainsi qu'il sera amené à opposer le vernaculaire et le politique : « C'est là, dans l'usage des deux mots de landscape (paysage) et de country (pays), que nous sommes confrontés à la distinction entre les concepts d'espace vernaculaire et aristocratique ou politique. »

#### L'exemple des mobile homes
Il essaie de distinguer le vernaculaire et ce qui relève d'un folklore, d'une image historicisée de celui-ci. Pour lui le mode de vie vernaculaire est mobile et autosuffisant ; c'est ainsi que dans A Sense of Place, A Sense of Time il prend exemple sur les mobile homes et les caravanes pour montrer qu'il s'agit alors d'une nouvelle forme d'habitat vernaculaire. Pour lui, le mobile-home est bon marché, modifiable à souhait et surtout, il est totalement polyfonctionnel. Il écrit ainsi, à propos des trailers (caravanes) : « Cela reflète ce que j’appellerais un concept vernaculaire de l'espace : un espace n'a pas d'identité propre, il est simplement défini par la manière dont il est utilisé. »

### Un visiteur et un historien
C'est cette attention aux modes de vie et à la façon dont le paysage résulte de ces modes qui caractérise sa méthode. Il y a dès lors une très grande variété de paysages : paysages politiques, militaires, vernaculaires, .. :

« C'est ainsi que l'on devrait considérer les paysages [...] d'après leur façon de satisfaire les besoins élémentaires, comme celui de partager certaines de ces expériences sensorielles dans un endroit familier : des chansons populaires, des plats populaires, une espèce particulière de climat censée ne se trouver nulle part ailleurs, un sport ou un jeu spécial, qui ne se pratiquerait qu'à cet endroit. »

Il appuie sa méthode sur une étude de la géographie qui reste cependant toujours reliée aux modes de vie des habitants : il est amené à prendre de nombreuses photographies pour documenter et exposer les traces et les actions concrètes qui marquent le paysage. Son approche est multidisciplinaire, à l'image de ce que se proposera de faire la revue Landcape. Sa démarche est celle d'un « touriste alerte » (comme il s'en explique dans « À l’école des paysages »), d'un visiteur attentif aux moindres détails révélant une caractéristique propre à un paysage. Ces détails sont toujours reliés à une analyse générale et historique qui font ainsi circuler le lecteur, et à l'époque sans doute l'élève de ses cours, à travers de vastes échelles de temps mais aussi d'espaces.

#### La généalogie comme méthode
Cette méthode qui consiste à traverser les époques et à faire remonter des éléments signifiants pour comprendre les paysages contemporains est appelée par Luc Baboulet « généalogie » (dans l'article « Le paysage, la loi et l'habitude ») On trouve un exemple de ce travail sur la généalogie dans le recours systématique à l'étymologie, avec laquelle il recherche le trajet qu'a suivi un mot à travers son usage et son évolution, et apporte, selon lui une lumière nouvelle sur un problème du paysage contemporain.

## Accueil critique en France
Il n'a été découvert que très tardivement en France. Ses premiers textes n'ont été traduits et publiés qu'en 2000, dans la revue Le Visiteur no 5. Cette première publication a entrainé celle de deux ouvrages, en 2003 pour À la découverte du paysage vernaculaire et en 2005 pour De la nécessité des ruines et autres sujets.
Ses photographies ont été exposées au Pavillon populaire de Montpellier en 2017.